# Gouvernement ag Hamani
République du Mali
M. Keïta I O.I. Maïga
Le gouvernement Ahmed Mohamed ag Hamani est le gouvernement de la république du Mali en fonction du 14 juin au 2 mai 2004.

## Composition du gouvernement du14 juin 2002
Le 14 juin 2002, le Président de la République Amadou Toumani Touré, sur proposition du Premier ministre Ahmed Mohamed ag Hamani nommé le 9 juin 2002, a nommé les membres du gouvernement : 
- Premier Ministre et Ministre de l'Intégration africaine : Ahmed Mohamed ag Hamani
- Ministre de la Santé : Fatoumata Nafo-Traoré
- Ministre de l'Éducation  : Mamadou Lamine Traoré
- Ministre de l'Administration Territoriale et des Collectivités Locales  : Général Kafougouna Koné
- Ministre des Affaires Etrangères et des Maliens de l'Extérieur : Lassana Traoré
- Ministre de l'Économie et des Finances : Ousmane Issoufi Maïga
- Ministre de l'Industrie, du Commerce et des Transports  : Mahamadou Dallo Maïga
- Ministre de l'Equipement et de l'Aménagement du Territoire : Lancéni Balla Keïta
- Ministre du Développement Rural et de l'Environnement : Seydou Traoré
- Ministre de l'Emploi et de la Formation Professionnelle : Younouss Hamèye Dicko
- Ministre des Forces Armées et des Anciens Combattants  : Mahamane Kalil Maïga
- Ministre de la Justice, Garde des Sceaux  : Abdoulaye Ogotembely Poudiougou
- Ministre du Développement Social, de la Solidarité et des Personnes Agées : Diakité Fatoumata N'Diaye
- Ministre des Mines, de l'Énergie et de l'Eau : Hamed Diane Séméga
- Ministre des Domaines de l'État, des Affaires Foncières, de la Communication : Boubacar Sidiki Touré
- Ministre de la Culture : André Traoré
- Ministre de l'Artisanat et du Tourisme : N'Diaye Bah
- Ministre de la Communication : Mamadou Mallé Cissé
- Ministre de la Promotion de la Femme, de l'Enfant et de la Famille : Bâ Odette Yattara
- Ministre de la Jeunesse et des Sports : Djibril Tangara
- Ministre de la  Sécurité et de la Protection Civile : Colonel Souleymane Sidibé

## Remaniement du 16 octobre 2002
Le 16 octobre 2002, le Président de la république Amadou Toumani Touré, sur proposition du Premier ministre Ahmed Mohamed ag Hamani, a nommé les membres du gouvernement,.
- Ministre de la Santé: Mme Keïta Rokiatou N'Diaye
- Ministre de l'Économie et des Finances: Bassary Touré
- Ministre de l'Artisanat et du tourisme: N’Diaye Bah
- Ministre des Domaines de l'État, des Affaires Foncières et de l'Habitat : Boubacar Sidiki Touré
- Ministre de l'Industrie et du Commerce : Choguel Kokalla Maïga
- Ministre de l'Agriculture, de l'Élevage et de la Pêche : Seydou Traoré
- Ministre de l'Éducation Nationale : Mamadou Lamine Traoré
- Ministre de l'Équipement et des Transports : Ousmane Issoufi Maiga
- Ministre des Affaires Étrangères et de la Coopération Internationale : Lassana Traoré
- Ministre de la Défense et des Anciens Combattants : Mahamane Kalil Maïga
- Ministre de l'Administration Territoriale et des Collectivités Locales : Général Kafougouna Koné
- Ministre des Mines, de l'Énergie et de l'Eau : Hamed Diane Séméga
- Ministre de l'Environnement : Nancoman Keïta
- Ministre de la Sécurité Intérieure et de la Protection Civile : Colonel Souleymane Sidibé
- Ministre de la Communication et des Nouvelles Technologies de l'Information : Gaoussou Drabo
- Ministre du Développement social, de la Solidarité et des Personnes Âgées : Mme N'Diaye Fatoumata Coulibaly
- Ministre du Travail et de la Fonction Publique : Modibo Diakité
- Ministre de la Promotion de la Femme, de l'Enfant et de la Famille : Mme Berthé Aïssata Bengaly
- Ministre de la Culture : Cheick Oumar Sissoko
- Ministre de la Justice, Garde des Sceaux : Abdoulaye Garba Tapo
- Ministre de la Jeunesse et des Sports: Djibril Tangara
- Ministre délégué auprès du Premier ministre chargé de la Réforme de l'État et des Relations avec les Institutions : Badi Ould Ganfoud
- Ministre délégué auprès du Premier ministre chargé du Plan : Marimantia Diarra
- Ministre délégué auprès du ministre de l'Agriculture, de l'Élevage et de la Pêche, chargé de la Sécurité Alimentaire : Oumar Ibrahima Touré
- Ministre délégué auprès du ministre de l'Économie et des Finances chargé de la Promotion des Investissements et du Secteur Privé : Ousmane Thiam
- Ministre délégué auprès du ministre des Affaires Étrangères et de la Coopération Internationale, chargé des Maliens de l'Extérieur et de l'Intégration Africaine: Oumar Hamadoun Dicko
- Ministre délégué auprès du ministre de l'Équipement et des Transports, chargé des Transports: Ousmane Amion Guindo
- Ministre délégué auprès du ministre du Travail et de la Fonction Publique charge de l'Emploi et de la Formation Professionnelle : Dramane Haïdara

## Remaniement du 11 novembre 2002
Le 11 novembre 2002, le Président de la république Amadou Toumani Touré, sur proposition du Premier ministre Ahmed Mohamed ag Hamani, a nommé Diallo M'Bodji Sène Ministre déléguée auprès du Ministre du Travail et de la Fonction Publique, chargée de l'Emploi et de la Formation Professionnelle en remplacement de Dramane Haïdara.
Gaoussou Drabo, Ministre de la Communication et des Nouvelles technologies de l'Information est nommé Porte-parole du gouvernement.

## Démission du Premier ministre
Ahmed Mohamed ag Hamani a présenté la démission de son gouvernement le 28 avril 2004. il est remplacé le 29 avril par Ousmane Issoufi Maïga qui forme son gouvernement le 2 mai 2004